# هیدو اوکاموتو
هیدو اوکاموتو (انگلیسی: Hideo Okamoto؛ زادهٔ ۲۰ ژوئیهٔ ۱۹۴۸) قایقران روئینگ اهل ژاپن است.